# Anopheles tasmaniensis
Anopheles tasmaniensis este o specie de țânțari din genul Anopheles, descrisă de Nikolas Vladimir Dobrotworsky în anul 1966. Conform Catalogue of Life specia Anopheles tasmaniensis nu are subspecii cunoscute.